# 梅子关站
梅子关站是位于贵州省六盘水市水城县梅子关村的一个铁路车站，邮政编码553021。车站建于1966年，有贵昆铁路经过该站，现仅办理货运，不办理客运业务，车站及其上下行区间均已电气化。车站距离贵阳站193公里，隶属成都铁路局，是四等站。